# Venla Harju
Venla Harju (fd. Niemi), född den 10 juli 1990 i Tammerfors, finländsk orienterare som tog brons på sprintdistansen vid VM 2013.
Vid EM 2023 vann hon en bronsmedalj i sprintstafett